# 柯吾
柯吾（?—?），中国三国時代人物，羌族的首领。
三国时期，羌族势力有所恢复，曹魏和蜀汉的对峙，羌人有的部落帮助曹魏，有的部落帮助蜀汉。凉州地处边远，南面和蜀汉相连，魏明帝曹叡任命徐邈为涼州刺史，怀柔羌族，使持节领护羌校尉。诸葛亮北伐时，陇右三郡反魏归汉。羌人首领柯吾趁机反抗曹魏。徐邈平定柯吾被封为都亭侯，食邑三百户。诸葛亮去世后，景初二年（238年）八月，烧当羌王芒中、注诣等人等叛魏，凉州刺史讨灭。十六国时，烧当羌后裔建立后秦。